# Le Fabuleux Destin de Taro Yamada
Le Fabuleux Destin de Taro Yamada (山田太郎ものがたり, Yamada Tarō Monogatari, littéralement, L'histoire de Yamada Tarō) est une série de manga Japonais créée par Ai Morinaga. Elle a été produite de 1996 à 2000 avec un total de 14 volumes publiés par Kadokawa Shoten.

## Synopsis
Tarō Yamada est intelligent, athlétique, et particulièrement beau. Il semble parfait extérieurement, mais il est extrêmement pauvre en raison de sa mère plutôt simplette et dépensière et de son père toujours absent.
Cependant personne ne le perçoit ainsi. Au lycée tout le monde pense, de par son apparence, qu'il est très humble et riche. Chez lui, il doit prendre soin de ses six jeunes frères et sœurs qui partagent une chambre unique avec leur mère.

## Adaptations
貧窮貴公子 / Ping Qiong Gui Gong Zi : Poor Prince Taro
En 2001, une adaptation du manga est diffusée sur la télévision chinoise CTS en tant que série drama de 15 épisodes. Produite par Chai Zhi Ping, la série présentait Vic Zhou dans le rôle de Tai Lang (Tarō). 
山田太郎ものがたり / Yamada Tarō Monogatari : Tale of Yamada Tarō
De juillet à septembre 2007, la chaîne télévisée japonaise TBS passait à l'antenne une dramatisation de l'histoire, avec Kazunari Ninomiya et Shō Sakurai, jouant respectivement les rôles de Tarō et de Takuya, le meilleur ami fortuné de Tarō, lui offrant occasionnellement son aide.
La version japonaise du drama s'est vu être dans les meilleurs classements et est globalement plus populaire que la version Taïwanaise.
La chanson du générique introductif  Happiness est interprétée par le groupe Arashi, dont les deux acteurs sont membres.